# 伊朗閃電戰鬥機
閃電80戰鬥機（Saeqeh-80、波斯語：‎），是一種伊朗研發的單座雙引擎噴射戰機。是伊朗第二款的自製戰機。Saeqeh戰機首次在2007年9月試飛成功，大致上本機是美國F-5E的升級型。由伊朗空軍和國防部聯合生產。並達到全機自製。

## 歷史
首架原型機出現在2004年7月 ，中東媒體調查協會(MEMRI)翻譯了伊朗新聞網的廣播（IRINN）發現此一消息，Saeqeh戰機隨後在2006年9月6日服役，並參加代號"Blow of Zolfaqar"的軍演。在演習中的2006/8/19，新戰機被指派為轟炸任務，   之後2007年9月20日兩架原型機飛越Tehran's Mehrabad機場上空作展示。2天後有三架原型出現在遊行中。
伊朗並表示不久將試飛其他型號的閃電80延伸型戰機並加裝不同的武器系統，並有不同的航程和氣動外型。

### 未來發展
有少數資訊被伊朗官方放出。空軍指揮官Ahmad Mighani准將說Saeqeh有超越時代的氣動特性和雷達飛彈。國防後勤軍航太組的主任Majid Hedayat說Saeqeh有容易維護和密集出勤轟炸的特性。暗示將來閃電戰機將是攻擊機的角色。
Saeqeh還被用於比較美國F/A-18戰機，雖然該兩機外觀有些類似但是詳細性能仍不清楚。因為許多伊朗自製的武器系統外界完全沒有資料。2008年伊朗表示Saeqeh戰機航程是3,000km。伊朗國防部准將Mostafa Mohammad Najjar還表示一種新戰機已經在2007年8月6日開始設計，而該戰機顯然不是Saeqeh，因為Saeqeh早已試飛。

## 西方評論

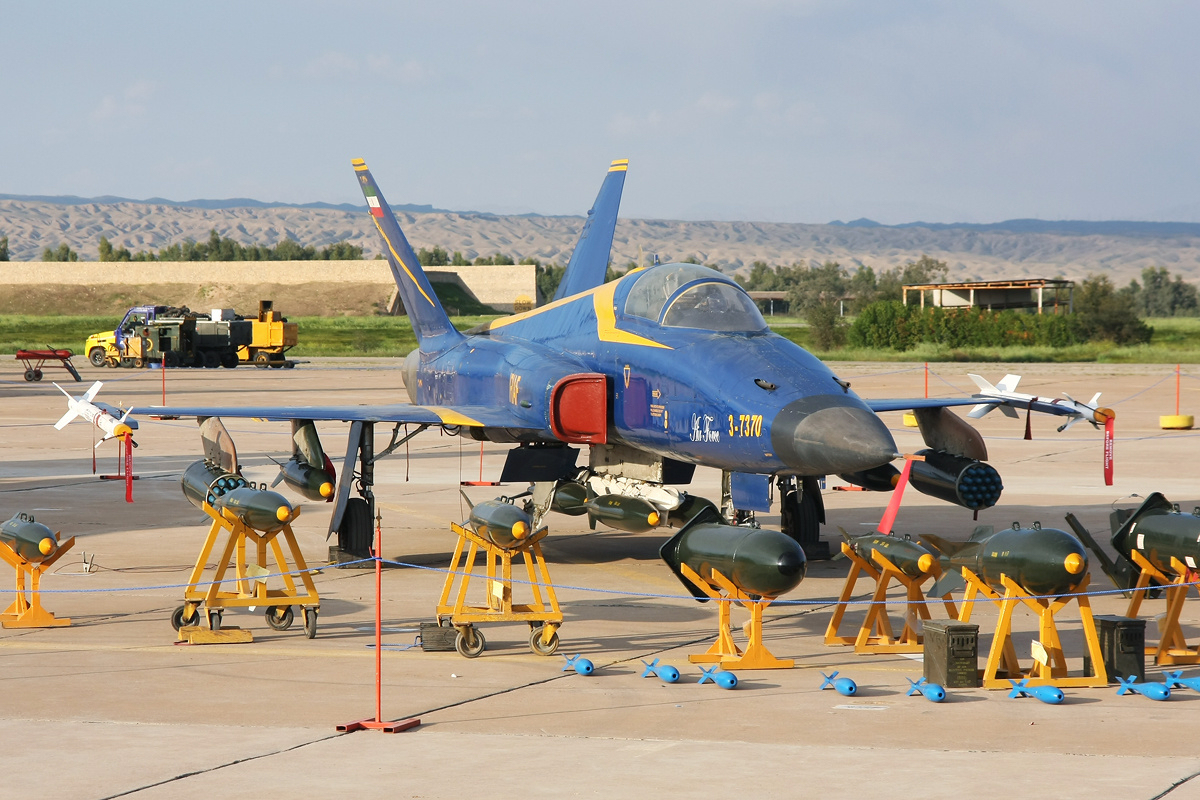
公開展示的閃電80

伊朗聲稱Saeqeh達到F-18的水準，外型上的雙尾翼也和F-18略有雷同，而詹式武器雜誌2007評論認為伊朗長期遭到西方封鎖難以取得各種新型軍機設計技術和設備，F-5戰機是60年代的出口型戰機本來就以容易掌握的簡單技術為主體，和伊朗尚且須耗費12年以上研發一種升級型，所以航電和武器等綜合評論戰力應該介於F-16A或F-18A等級，算是西方初期第四代戰機水準，在高級教練機或攻擊機的標準下堪用，若能取得中程空對空飛彈（如俄製AA-10、AA-12或中國製霹靂-12）尚有一些空戰能力，否則在21世紀戰場只能算是相當落後，難以對抗周邊國家的歐美製第四代戰機；伊朗方面希望能夠結合中俄的技術與武裝，進一步強化閃電80的戰力。

## 外部連結
- "New Iranian-made warplane revealed" （页面存档备份，存于）
- 空軍世界